# René Goblet
René Goblet (Aire-sur-la-Lys, 26 de novembro de 1828 — Paris, 13 de setembro de 1905) foi um político francês. Ocupou o cargo de primeiro-ministro da França, entre 16 de dezembro de 1886 e 30 de maio de 1887.

## Biografia
Durante o Segundo Império Francês, Cálice, cursou Direito, contribuiu para a fundação de Le Progrès de la Somme, uma publicação liberal. Em  julho de 1871, tornou-se deputado na Assembleia Nacional pelo departamento de Somme. Foi ministro do Interior entre 30 de janeiro e 6 de agosto de 1882; no governo de Freycinet; e Instrução Pública de Belas Artes e Cultura entre 6 de abril de 1885 e 10 de dezembro de 1886. Foi presidente do Conselho entre 11 de dezembro de 1886 e 19 de maio de 1887. Durante seu governo, desencadeou-se o incidente Schnaebelé, que quase levou à guerra na França e na Alemanha. Ele ocupou o cargo de Ministro das Relações Exteriores entre 3 de abril de 1888 e 21 de fevereiro de 1889 no governo de Floquet.
Ele morreu em Paris em 13 de setembro de 1905.